# گمینا وژسک
گمینا وژسک (به لهستانی:  Gmina Wyrzysk) یک گمینا در لهستان است که در شهرستان پیوا واقع شده‌است. گمینا وژسک ۱۶۰٫۷۵ کیلومتر مربع مساحت و ۱۴٬۱۳۲ نفر جمعیت دارد.